# Polimeria
Polimeria consiste no fenômeno da formação de substâncias compostas a partir da repetição de um determinado agrupamento chamado monômero.
Os seres vivos apresentam em sua constituição diversos polímeros naturais. São exemplos desses polímeros os carboidratos, as proteínas e os ácidos nucléicos (DNA), responsáveis pelas características genéticas dos seres vivos. Além disso, os seres humanos aprenderam muito cedo a utilizar polímeros em suas atividades.
Por volta de 1000 a.C., os chineses já usavam extratos vegetais ã base de polímeros para impermeabilização de madeiras. A utilização do âmbar, um polímero natural, é citada pelo romano Plínio, o Velho (23—79 a.C.), em seus escritos.
Embora os primeiros relatos sobre a utilização da borracha sejam do século XVI, sabe-se que nativos da América Central há muito tempo já empregavam esse material para impermeabilizações e na confecção de pequenos objetos. Levada para a Europa durante a colonização da América, a borracha foi gradativamente ganhando novas utilidades.
A palavra plástico é um adjetivo que a “capacidade de ser moldado”. Para os químicos plásticos são materiais poliméricos, constituídos por substâncias orgânicas.
Os polímeros (do grego, poli muitas, e meros = unidade) são constituídos por macromoléculas. Estas o formadas por meio de ligações covalentes, feitas entre várias moléculas menores, e podem conter centenas ou milhares de átomos.
Todo polímero é constituído por macromoléculas. Entretanto, nem toda macromolécula é um polímero, pois muitas são formadas por unidades que não se repetem.
As reações para a formação de polímeros são denominadas reações de polimerização. Controlando-se as condições nas quais essas reações ocorrem, é possível obter moléculas maiores ou menores. Embora parecidas, as moléculas são diferentes em quantidade de monômeros. Por isso, os polímeros são chamados de materiais, pois não são formados por um único tipo de constituinte, uma vez que no processo de polimerização são formadas moléculas de diferentes tamanhos. Assim, em um polímero podem ser encontradas moléculas com 10 000 meros, outras com 10.010, outras com 10.050, e assim por diante.
O exemplo mais simples de polímero é o poli(etileno) — constituído pela união de centenas de moléculas do eteno (CH2=:CH2), também conhecido como etileno. A formação do poli(etileno) ocorre a partir da quebra de uma ligação covalente entre os átomos de carbono do eteno e a formação de outra ligação covalente com moléculas vizinhas de eteno, conforme a equação química a seguir.
n H2C = CH2 - ( CH2-CH2-)n